# A pénz beszél (Született feleségek)
A pénz beszél (Mama Spent Money When She Had None) a Született feleségek (Desperate Housewives) című amerikai filmsorozat százegyedik epizódja. Az Amerikai Egyesült Államokban először az ABC (American Broadcasting Company) adó vetítette 2009. február 8-án.

## Az epizód cselekménye
A Lila Akác köz néhány lakóját is súlyosan érinti a gazdasági válság. Lynette és Tom így kénytelenek eladni a férfi imádott veterán-autóját. Susan pedig új iskolába íratja M. J.-t, mert az előzőnek borzasztóan magas a tandíja, és Mike sem tudja sokkal támogatni. Bree könyve ezzel szemben nagyon jól fogy, olyannyira, hogy be tud fektetni Scavóék pizzériájába. Carlosnak is egyre jobban megy az üzlet, Gabyt ezért egy menő étterembe akarja elvinni. Ám Gabrielle sürgősen le akar fogyni, hogy az egyik régi ruhájába beleférjen, és ehhez Edie segítségét kéri...

## Mellékszereplők
- T.J. Ramini - Yaniv

## Mary Alice epizódzáró monológja
- A narrátor, Mary Alice monológja az epizód végén így hangzik (a magyar változat alapján):

"Sok mindent lehet kezdeni a pénzzel egy kertvárosban. El lehet verni egy jó kis murira, fedezni lehet belőle a magániskolai oktatást, ajándékot lehet venni rajta szeretetünk jeleként. De egy valamit szigorúan tilos a pénzzel tenni: fegyverként használni. Mert valaki mindig sérülni fog."

## Érdekesség
- Habár ez a sorozat 101. epizódja, ez a századik rész, amiben Mary Alice Young (Brenda Strong) narrál, mivel a harmadik évad 16. részében Bree elhunyt férje, Rex Van de Kamp (Steven Culp) volt a narrátor.

## Epizódcímek más nyelveken
- Angol: Mama Spent Money When She Had None (Mama költekezett, mikor pénz nélkül volt)
- Francia: Petits couacs entre amis (Apró gondok barátok között)
- Olasz: Il potere dei soldi (A pénz hatalma)